# Vendresse
Vendresse is een gemeente in het Franse departement Ardennes in de regio Grand Est en maakt deel uit van het arrondissement Charleville-Mézières. De gemeente telde 479 inwoners op 1 januari 2022.

## Geschiedenis
Op de gemeentelijke begraafplaats van Vendresse bevindt zich een Brits militair graf uit de Eerste Wereldoorlog. Dit graf wordt onderhouden door de Commonwealth War Graves Commission, die de begraafplaats heeft ingeschreven als Vendresse Communal Cemetary.
Vendresse maakte deel uit van het kanton Omont tot het op 22 maart 2015 werd opgeheven en de gemeenten werden opgenomen in het op die dag gevormde kanton Nouvion-sur-Meuse.

## Geografie
De oppervlakte van Vendresse bedraagt 43,22 vierkante kilometer; Op 1 januari 2022 was de bevolkingsdichtheid 11,1 inwoners per km².
De onderstaande kaart toont de ligging van Vendresse met de belangrijkste infrastructuur en aangrenzende gemeenten.

## Demografie
Onderstaande figuur toont het verloop van het inwonertal.
Vanwege een beveiligingsprobleem met de MediaWiki Graph-software is het momenteel niet mogelijk deze grafiek weer te geven. Zodra de software is bijgewerkt zal de grafiek vanzelf weer zichtbaar worden.

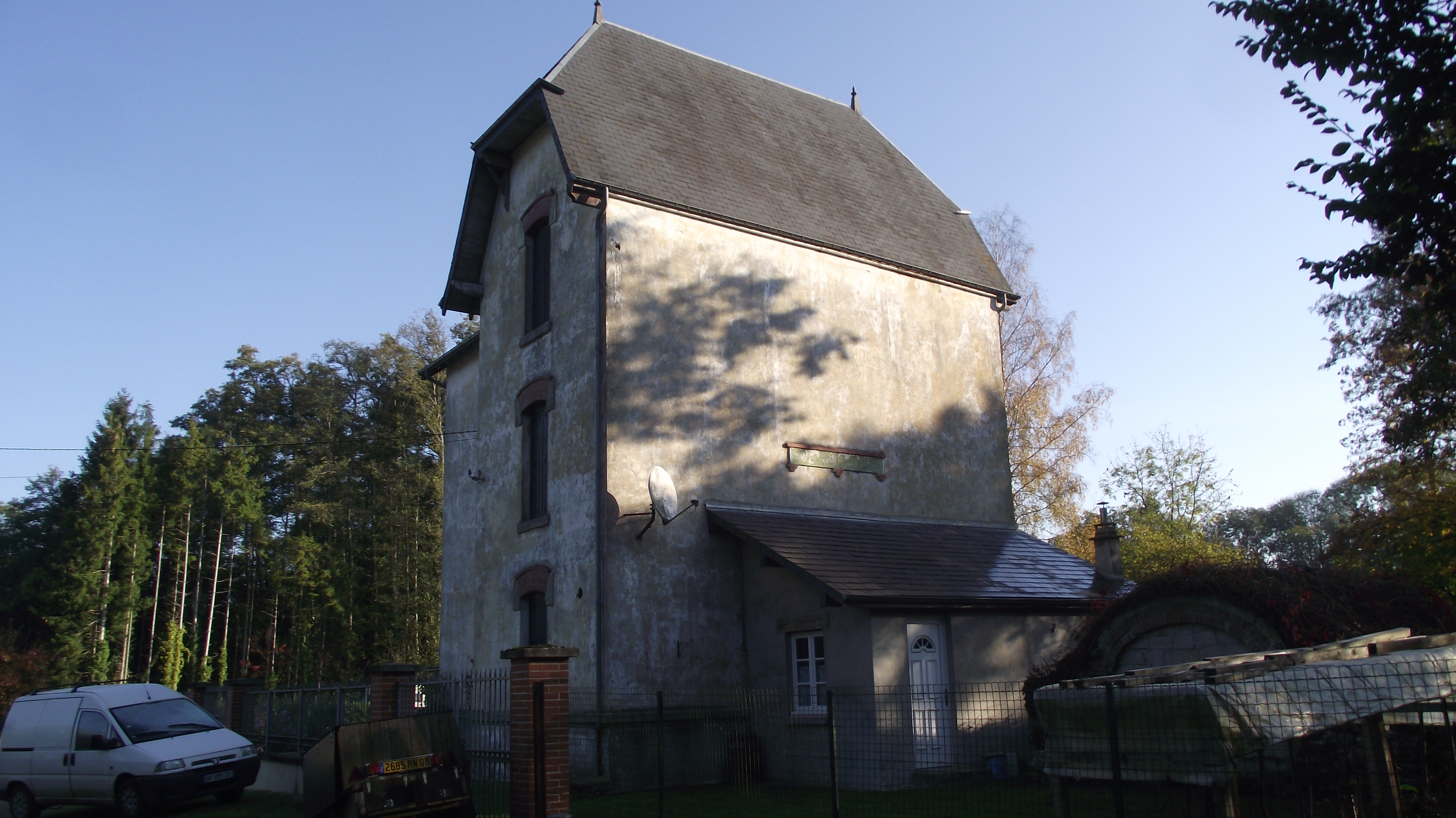
Station Vendresse
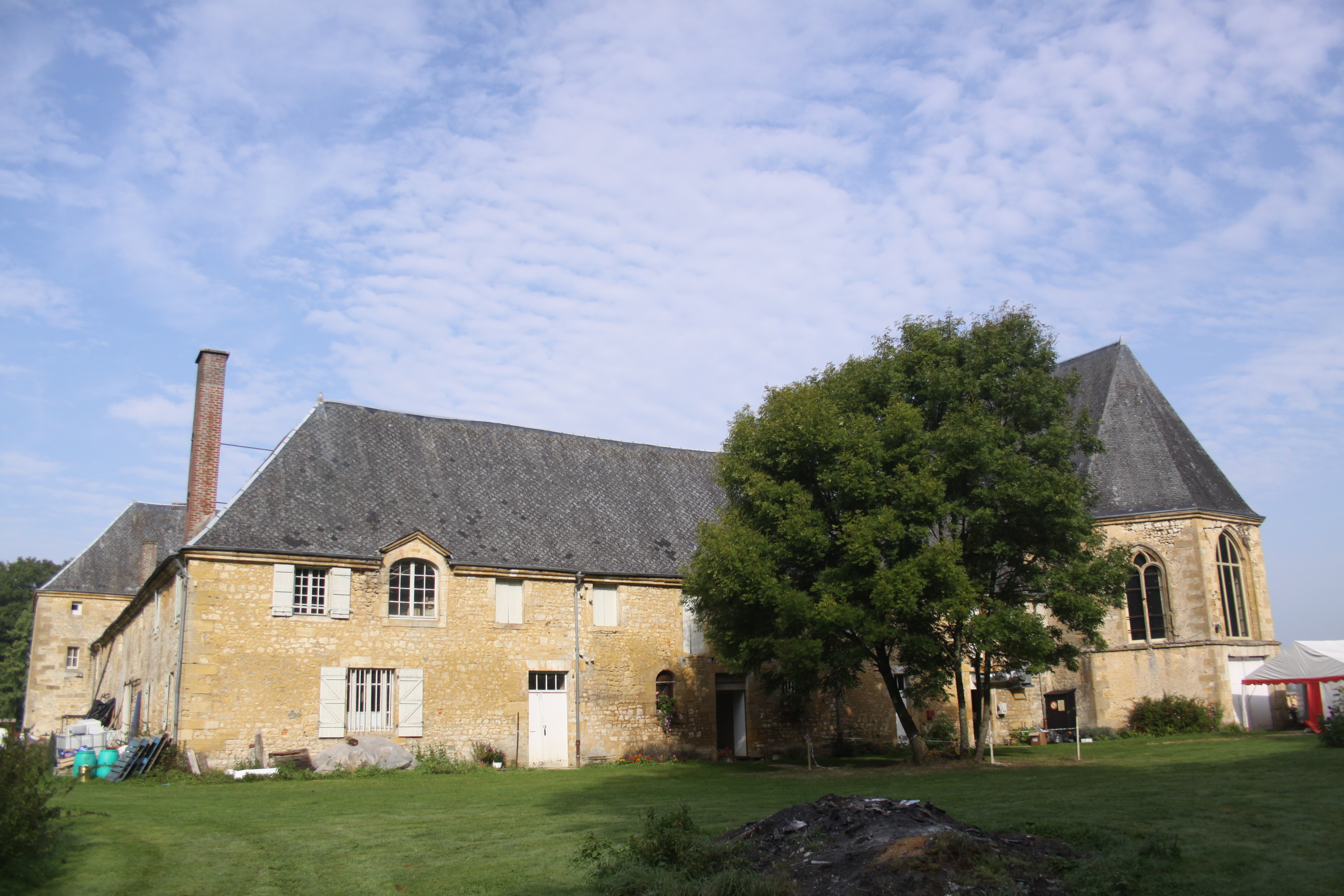
Kerk van Vendresse la Cassine met het Cordeliersklooster
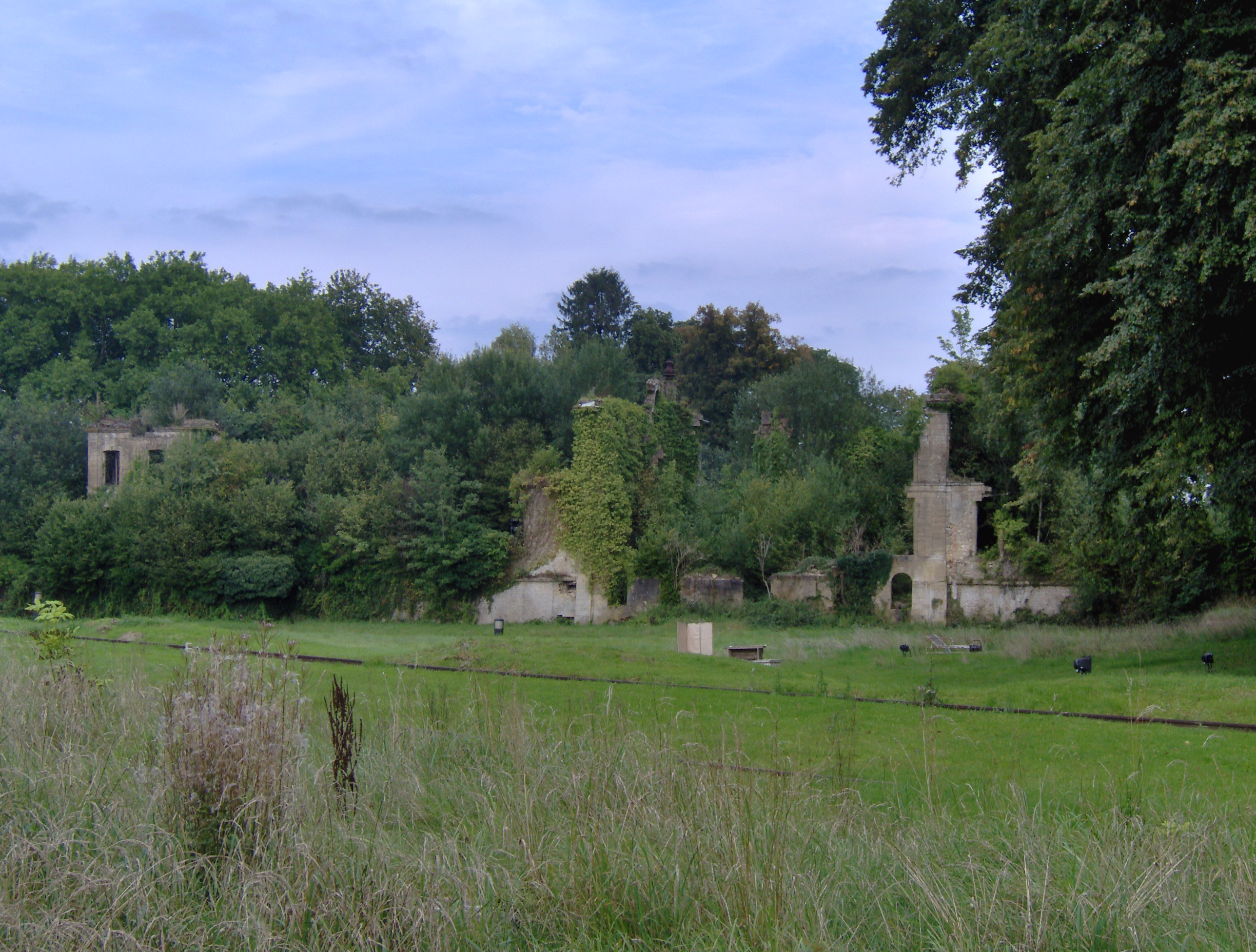
Kasteel van la Cassine
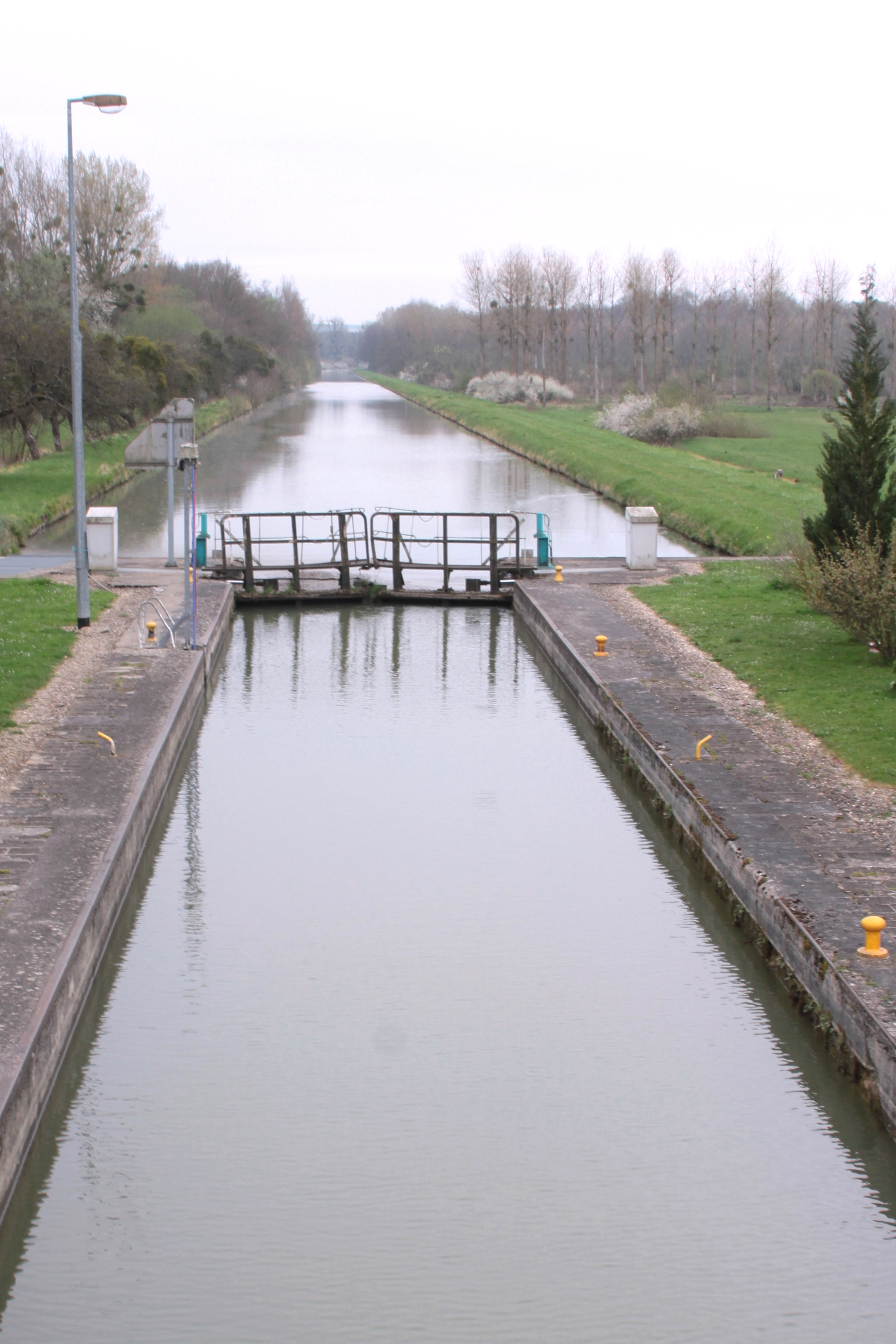
Canal des Ardennes met sluis in la Cassine

Les Ayvelles · Baâlons · Boulzicourt · Bouvellemont · Chagny · Chalandry-Elaire · Champigneul-sur-Vence · Dom-le-Mesnil · Étrépigny · Évigny · Flize · Guignicourt-sur-Vence · Hannogne-Saint-Martin · La Horgne · Mazerny · Mondigny · Montigny-sur-Vence · Nouvion-sur-Meuse · Omicourt · Omont · Poix-Terron · Saint-Marceau · Saint-Pierre-sur-Vence · Sapogne-et-Feuchères · Singly · Touligny · Vendresse · Villers-le-Tilleul · Villers-sur-le-Mont · Vrigne-Meuse · Warnécourt · Yvernaumont